# 莫莫多拉：月下遐想
《莫莫多拉：月下遐想》（又译作，中国大陆官方译为）是一款由Bombservice製作並由Playism發行的銀河惡魔城類獨立遊戲。2016年3月4日在Microsoft Windows上發售，2017年3月在PlayStation 4與Xbox One上發售，2018年2月推出MacOS與Linux版，2019年1月10日於任天堂Switch平台發售。本作是《莫莫多拉系列》的第四部作品，前作為《莫莫多拉III》。本作亦支援簡體中文字幕。

## 遊戲玩法

遊戲戰鬥畫面，主角正使用近戰武器攻擊BOSS

《莫莫多拉：月下遐想》是一款2D橫向卷軸遊戲。主角嘉穗（Kaho）是一位祭司，為了阻止這片大地被詛咒侵蝕因而踏上旅途。遊戲地圖分為數個大區域，探索路線具有一定自由度而非線性，另外遊戲後期可以在不同區域的存檔點之間進行快速傳送。旅途中也會遇到不同NPC角色，某些人在談話中透漏出一些世界觀背景，某些人會與主角並肩作戰、抑或對立衝突。各區域中會出現不少怪物與陷阱，每個區域固定都有一個BOSS。主角手持一把楓葉劍用來近戰揮砍以及一張弓用來遠程射擊，另外流程中可收集到各種道具，有些可強化自身能力，有些可施展法術攻擊。
由於玩家的初始血量偏少，敵人的傷害也偏高，加上某些會一擊斃殺的地形陷阱，在遊戲初期具有一定難度。不過本作有提供簡單難度模式，該模式下玩家血量大幅提升、敵人傷害降低，讓不擅長高難度遊戲的玩家更容易上手。

## 開發
《莫莫多拉：月下遐想》由Bombservice團隊進行開發，Bombservice是一支四人團隊，團隊主導人rdein也是《莫莫多拉系列》的創始人與主要創作者。本作選擇GameMaker: Studio作為開發引擎。開發目標著重在改良戰鬥系統與畫面，本作戰鬥系統比前作《莫莫多拉III》更加進化，遊戲中人物的頭身變得比前作更修長、像素點陣圖更加精細、人物動作的動畫也更加流暢。
不同於前作由rdein自己負責遊戲發行，這次《莫莫多拉：月下遐想》則交由Playism來發行。
2016年5月28日遊戲更新支援簡體中文字幕。
2018年2月16日，官方宣布支援MacOS與Linux版本。2019年1月10日，於任天堂Switch平台發售。

## 評價
《莫莫多拉：月下遐想》PC版在Metacritic上獲得了82/100的平均分數。

## 外部連結
- 官方网站（英文）